# Устинівська сільська рада
Устинівська сільська рада — колишня адміністративно-територіальна одиниця та орган місцевого самоврядування у Чоповицькому, Малинському і Коростенському районах Малинської, Коростенської і Волинської округ, Київської й Житомирської областей Української РСР та України з адміністративним центром у с. Устинівка.

## Населені пункти
Сільській раді були підпорядковані населені пункти:
- с. Устинівка
- с. Тарасівка
- с. Тростяниця
- с. Фортунатівка

## Населення
Відповідно до результатів перепису населення СРСР, кількість населення ради станом на 12 січня 1989 року становила 566 осіб.
Станом на 5 грудня 2001 року, відповідно до перепису населення України, кількість мешканців сільської ради становила 405 осіб.

## Склад ради
Рада складалася з 12 депутатів та голови.

### Керівний склад сільської ради
| ПІБ                      | Основні відомості                                                 | Дата обрання | Дата звільнення |
| ------------------------ | ----------------------------------------------------------------- | ------------ | --------------- |
| Мазур Микола Євгенійович | Сільський голова, 1953 року народження, освіта, безпартійний      | 26.03.2006   | 31.10.2010      |
| Мазур Микола Євгенович   | Сільський голова, 1953 року народження, освіта вища, безпартійний | 31.10.2010   |                 |

Примітка: таблиця складена за даними джерела

## Історія
Створена 1923 року в складі с. Устинівка та хуторів Лозяна і Хатки Малинської волості Радомисльського повіту Київської губернії. 16 січня 1923 року підпорядковано села Гута-Лаганівська, Фортунатівка та хутори Дехтярський, Дикий, Кошарки, Перевеське, Стариця ліквідованих Гуто-Лаганівської та Фортунатівської сільських рад Малинської волості. 10 вересня 1924 року с. Гута-Лаганівська та х. Кошарки передані до складу Берківської сільської ради Малинського району. Станом на 17 грудня 1926 року хутори Дикий, Перевеське та Стариця не перебували на обліку населених пунктів, на 1 жовтня 1941 року хутори Дехтярський та Лозяна не перебували на обліку населених пунктів.
Станом на 1 вересня 1946 року сільська рада входила до складу Чоповицького району Житомирської області, на обліку в раді перебували села Устинівка, Фортунатівка та х. Шевченка (згодом — Тарасівка), х. Хатки не перебував на обліку населених пунктів.
5 березня 1959 року, відповідно до рішення Житомирського облвиконкому № 161 «Про ліквідацію та зміну адміністративно-територіального поділу окремих сільських рад області», підпорядковано села Загребля і Тростяниця Барвінківської сільської ради Малинського району.
На 1 січня 1972 року сільська рада входила до складу Малинського району Житомирської області, на обліку в раді перебували села Загребля, Тарасівка, Тростяниця, Устинівка та Фортунатівка.
12 серпня 1974 року, відповідно до рішення Житомирського облвиконкому № 342 «Про зміни в адміністративно-територіальному поділі окремих районів області в зв'язку з укрупненням колгоспів», с. Загребля передане до складу Барвінківської сільської ради Малинського району.
Виключена з облікових даних 17 липня 2020 року. Територію та населені пункти ради, відповідно до розпорядження Кабінету Міністрів України № 711-р від 12 червня 2020 року «Про визначення адміністративних центрів та затвердження територій територіальних громад Житомирської області», включено до складу Малинської міської територіальної громади Коростенського району Житомирської області.
Входила до складу Чоповицького (04.1923 р., 23.02.1927 р., 17.02.1935 р.), Малинського (10.09.1924 р., 5.02.1931 р., 28.11.1957 р., 4.01.1965 р.) та Коростенського (30.12.1962 р.) районів.